# Skupoi ritsar
Skupoi ritsar (transcripció del títol original en rus, Скупой рыцарь, en català El cavaller avar), op. 24, és una òpera en un acte composta per Serguei Rakhmàninov sobre un llibret en rus del mateix compositor, basat en la novel·la homònima d'Aleksandr Puixkin. S'estrenà al Teatre Bolxoi de Moscou el 24 de gener de 1906.
Composta quasi paral·lelament amb Francesca da Rimini, es van estrenar juntes. Escrita tan sols amb personatges masculins, l'òpera va ser escrita pensant que el baró fos interpretat pel baix Fiódor Xaliapin, que tant va contribuir a l'èxit d'Aleko, però aquest va desestimar aquest rol per no acabar d'agradar-li la gran escena a ell destinada (la segona).

## Argument
Un ancià molt ric, baró i de caràcter cruel, anomenat "el cavaller avar", recrimina constantment al seu fill, el jove i dissolut Albert, la seva vida i decideix retirar-li la pensió que li permet viure dilapidant la fortuna paterna. Un jueu usurer, aconsella a Albert emmetzinar al pare i d'aquesta manera heretar la fortuna. Albert refusa la sinistra proposta i es dirigeix al duc, per tal d'intercedir entre ell i el seu pare. Els intents del duc per apropar-los, deriven en una tensa situació que acabarà amb la mort del baró, provocada per una aturada cardíaca en veure que el duc el menysprea, quan desafia al fill a un duel.	